# Canon EOS 5D Mark IV
Canon EOS 5D Mark IV — 30,1- мегапіксельна повнокадрова цифрова дзеркальна (DSLR) камера професійного рівня виробництва Canon. 
Камеру було анонсовано 25 серпня 2016 як заміну попередній камері 5D Mark III. 5D Mark IV надійшов у продаж у вересні 2016 року за роздрібною ціною 3499 доларів у США та 4129 євро у Європі. 
Оскільки Canon поступово згортає всю лінійку цифрових фотокамер, це остання дзеркальна модель серії EOS 5D і її наслідником стала бездзеркальна камера EOS R5.
5D Mark IV пропонується у варіантах тільки з самою камерою (body) або в комплекті зі зум-об’єктивом EF 24-105mm f/4L IS II USM або зум-об’єктивом EF 24-70mm f/4L IS USM.
На початку продаж рекомендована роздрібна ціна (MSRP) становила 3499 доларів США, з комплектом 24-105 f/4L IS II – 4599 доларів США, а з комплектом 24-70 f/4L IS – 4399 доларів США.

## Особливості
Canon EOS 5D Mark IV має сенсор з роздільною здатністю 30,4 млн пікселей. Камера побудована на процесорі DIGIC 6+ та додаткового DIGIC 6, який відповідає за автофокус та вимірювання експозиції. Новий затвор, вперше анонсований у Canon EOS 5DS запобігає мікроколиванням камери, що могли приводити до мікросмазів.
Нові функції порівняно з EOS 5D Mark III:
- DCI 4K (4096×2160) до 30 к/с (29,97) до 29′59″, з кадруванням 1,64× (порівняно з повним кадром) у MOV (відео 4K: Motion JPEG ; відео Full HD і HD: MPEG4 AVC /H.264*; аудіо: лінійна PCM), MP4 (Відео: MPEG4 AVC/H.264*; Аудіо: AAC) *Змінний (усереднений) бітрейт.
- Full HD відео (1080p) до 60 к/с, HD (720p) до 120 к/с.
- Відеозапис C-LOG із застосуванням платного оновлення C-LOG.
- Швидкість безперервної зйомки до 7 кадрів в секунду з повним автофокусом; 4.3 к/с у режимі Live View із слідуючим автофокусуванням за допомогою Dual Pixel CMOS AF
- Усі точки автофокусування підтримують максимальну діафрагму f/8 із чутливістю EV −3, 61 точкова система автофокусування включає в себе також 41 точку перехресного типу.
- Постійне червоне підсвічування всіх точок автофокусування у видошукачі.
- Процесор DIGIC 6+.
- Інтелектуальний видошукач II покоління.
- Успадкований від EOS 7D Mark II і EOS-1D X Mark II AI Servo AF III з EOS iTR AF
- Вбудований GPS використовується для інформації про геолокацію, запис маршруту та синхронізацію годинника камери до UTC : сумісний із трьома системами супутникової навігації, включаючи GPS (США), ГЛОНАСС (Росія), QZSS[en] (Японія)
- Стандартний діапазон ISO 100–32 000 (у 5D Mark III був 100–25 600), який може бути розширений до ISO 50–102 400.
- Функція запобігання мерехтіння (впроваджена в EOS 7D Mark II і EOS-1D X Mark II ) – камеру можна налаштувати на коригування моменту експозиції для компенсації мерехтіння електричного освітлення (з вибором частоти струму 50 або 60 Гц)
- Сенсорний РК-екран, який дозволяє вибирати точку автофокусування камери до та під час запису відео.
- Нова кнопка під джойстиком.
- Wi-Fi/NFC для бездротової передачі файлів та віддаленого керування (з вбудованим бездротовим передавачем).
- Система контролю вібрації дзеркал.
- Fine Detail – новий стиль Picture Style.
- Dual Pixel CMOS AF із Dual Pixel RAW: для зсуву боке, мікрокоригування зображення, зменшення відблисків.
- Пресети для коррекції об'єктивів при зйомці у JPEG, успадкований від EOS-1D X Mark II.
- Функції сповільненої зйомки відео.[3]
- Новий акумулятор LP-E6N, на який можливо зробити до 900 знімків (приблизно).[3]
- Покращена система вимірювання експозиції з датчиком RGB+IR роздільною здатністʼю 150 000 пікселів і 252-зонним вимірюванням.
- 100% покриття видошукача. [3]

## Порівняння з попередниками
| Характеристика            | Canon EOS 5D                  | Canon EOS 5D Mark II               | Canon EOS 5D Mark III                          | Canon EOS 5D Mark IV                  |
| ------------------------- | ----------------------------- | ---------------------------------- | ---------------------------------------------- | ------------------------------------- |
| Рік                       | 2005                          | 2008                               | 2012                                           | 2016                                  |
| Розмір сенсора            | 35,8×23,9 мм                  | 36×24 мм                           | 36×24 мм                                       | 36×24 мм                              |
| Розширення сенсора        | 12,8 Мп                       | 21,1 Мп                            | 22,3 Мп                                        | 30,1 Мп                               |
| Процесор                  | Digic II                      | Digic 4                            | Digic 5+                                       | Digic 6+                              |
| Діапазон чутливості ISO   | 100—1600 (50—3200)            | 100—6400 (50—25600)                | 100—25600 (50—102400)                          | 100-32000 (50-102400)                 |
| Серійна зйомка            | 3 кадра в секунду             | 3,9 кадра в секунду                | 6 кадрів в секунду                             | 7 кадрів в секунду                    |
| Площа покриття видошукача | 96%                           | 98%                                | 100%                                           | 100%                                  |
| Сенсорний екран           | Ні                            | Ні                                 | Ні                                             | Так                                   |
| Батарея                   | BP-511A                       | LP-E6                              | LP-E6 (сумісна з E6N)                          | LP-E6N (сумісна з E6)                 |
| Зйомка відео              | немає                         | Full HD                            | Full HD (можливий вивід нестиснутутого потоку) | 4K                                    |
| Компенсаця експозиції     | +/-2 EV                       | +/-2 EV                            | +/-5 EV                                        | +/-5 EV                               |
| Накопичувач               | 1xCF (Type I, II, Microdrive) | 1xCF (Type I, II, Microdrive) UDMA | 1xCF Type I UDMA 1xSD (SDXC)                   | 1xCF Type I UDMA 7 1xSD (SDXC, UHS-I) |

## Оновлення
20 квітня 2017 року компанія Canon опублікувала прес-реліз, у якому оголосила про доступність оновлення C-LOG для існуючих камер 5D Mark IV. Ціна 99 доларів США, і було оголошено про доставку камер із попередньо встановленим оновленням функцій у липні 2017 року 
На початку 2019 року Canon випустила оновлення Voice Tag для існуючих камер 5D Mark IV. Ціна оновлення 99 доларів США. 
Оновлення є взаємовиключними, тобто лише одне оновлення може бути застосоване до будь-якої камери одночасно. 

## Оновлення програмного забезпечення

### Офіційні оновлення
| Версія | Дата релізу       | Перелік виправлень |  |
| ------ | ----------------- | --- |  |
| 1.0.2  | 29 вересня 2016   | 1. Покращена стабільність при використанні EOS Utility для реестрації або оновлення данних обʼективів для Digital Lens Optimizer. |  |
| 1.0.3  | 29 листопада 2016 | 1. Виправлена проблема, коли колір зображення змінюється в залежності від обраного режиму заміру експозиції при зйомці зі спалахом. 2. Покращення роботи з екстеднерами EF1.4X III та EF2X III . 3. Виправлено відображення рівня коли камера знаходиться у вертикальній орієнтації рукояткою донизу. 4. Покращена робота через USB при використанні Lens Data Registration з EOS Utility 3. |  |
| 1.0.4  | 13 квітня 2017    | 1. Виправлена проблема, коли може зʼявитись червона область посередені знизу при зйомці з довгою або ручною (Bulb) витримкою. 2. Виправлена проблема, коли автофокус може не спрацьовувати коли автофокус ініціюється настисканням кнопки затвора, AF-ON або AE lock, коли це налаштовано в меню Custom Control. 3. Покращена робота звʼязку між камерою та SD катрою памʼяті. 4. Виправлені помилки у Фінській мові інтерфейсу. |  |
| 1.1.2  | 3 квітня 2018     | 1. Додана підтримка виправлення хроматичних аберацій, перефіричного освітлення, дісторсії та додані данні для Digital Lens Optimizer при використанні ПЗ Digital Photo Professional при обробці RAW зображень для TS-E об'єктивів: TS-E 17mm f/4L, TS-E 24mm f/3.5L II, TS-E 50mm f/2.8L MACRO, TS-E 90mm f/2.8L MACRO, або TS-E 135mm f/4L MACRO. 2. Виправлена проблема, шо можлива невірна експозиція при використанні тихого Live View з наступними TS-E об'єктивами: TS-E 50mm f/2.8L MACRO, TS-E 90mm f/2.8L MACRO, або TS-E 135mm f/4L MACRO. 3. Додана підтримка Exif 2.31. 4. Випарвлена проблема, коли камера може не працювати нормально при використанні додатку Camera Connect при зйомці відео з високою частотою кадрів. 5. Виправлена проблема, коли може виникати помилка "error 80" при зйомці HDR відео через дистанційний Live View. (Стосується лише камер, у яких активована підтримка Canon Log.) |  |
| 1.2.1  | 12 вересня 2020   | 1. Виправлення безпеки для PTP. 2. Виправлення безпеки для оновлення ПЗ камери. |  |
| 1.3.0  | 20 жовтня 2020    | 1. Підключення NFC до смартфонів, що працюють на ОС Android 10. 2. Підтримка файлів .CR2 для сервісу image.canon. 3. Виправлена проблема, коли деякі функції камери виявляються недоступними після того, як було зроблено світлину з недостатньою потужністю спалаха (при зйомці із спалахом). |  |
| 1.3.1  | 2 лютого 2021     | 1. Оновлення відображення мов інтерфейсу у меню. |  |
| 1.3.3  | 14 липня 2021     | 1. Покращення комунікації камери з компʼютером при використанні USB 3.0 або більш новішого. 2. Виправленя проблеми з таймером зйомки, коли неможливо було виконати зйомку. Актуально для версій 1.3.1 та 1.3.2. 3. Виправлення проблем, коли не лунав звуковий сигнал при рєєстрації точки фокусування. Актуально для версій 1.3.1 та 1.3.2. 4. Виправлення проблеми, коли лунав тихий звук з дінаміка камери при ввімкнені камери Актульно для версії 1.3.2. |  |
| 1.4.0  | 18 травня 2023    | 1. Додана розширена безпека при завантаженні зображень на image.canon |  |

### Не офіційне програмне забезпечення

#### Magic Lantern
Прошивка Magic Lantern в процессі реверс-інженерігну для 5D Mark IV

## Нагороди
- Нагорода EISA у категорії "Professional DSLR camera" 2017-2018[9]
- Нагорода TIPA у категорії Digital SLR Camera "BEST FULL-FRAME DSLR EXPERT" 2017[10]